# 이자겸
이자겸(李資謙, 1050년 ~ 1127년 1월 19일(1126년 음력 12월 5일))은 고려시대 중기의 문신이자 정치인, 섭정이자 시인이었다. 권신(權臣)이자 척신(戚臣)으로, 예종과 인종의 장인인 동시에 인종의 외조부이기도 하다. 예종이 죽자 외손자인 인종을 추대하였으며, 왕위를 찬탈하려던 왕실의 친인척을 숙청하였다. 외손자인 인종이 즉위하자 자신의 두 딸이자 이모가 되는 폐비 이씨, 폐비 이씨 자매를 외손자인 인종에게 시집보내 권력을 누렸으나 뒤에 인종을 독살하려다가 도리어 인종에 의해 제거되었다.
1126년 이자겸의 난을 일으켜 반대파 인사들을 숙청하고 권력을 장악하였으나, 인종이 회유한 그의 사돈 척준경 등에 의해 제거되었다. 인천 이씨를 당대 최고의 문벌 귀족 가문으로 끌어올린 이자연(李子淵)의 손자이다. 전라남도 영광군에 유배되어 말린 생선을 먹고 그 '뜻을 굽히지 않겠다'는 이름을 붙인 것이 영광 굴비의 어원이 되었다. 작위는 1122년 음력 10월에 한양공(漢陽公)으로 책봉되었다가 1124년 음력 7월 조선국공(朝鮮國公)으로 진봉되었다. 본관은 인천(仁川)이다.

## 생애

### 생애 초반

#### 출생과 가계 배경
이자겸은 개경에서 고려 문종의 장인이며 문하시중을 지낸 이자연의 손자이자 상서좌복야 이호와 통의국대부인(通義國大夫人) 김씨의 아들로 태어났다. 부인은 해주 최씨로 역시 문하시중을 역임한 최사추의 딸이다. 최사추는 해동공자 최충의 손자이기도 했다. 
경원 이씨 집안은 나말여초 인천 지방의 호족세력으로 이허겸의 외손녀가 현종의 비로 책봉되면서 두각을 나타내기 시작했다. 이허겸은 안산 김씨 김은부에게 자신의 딸을 시집보냈는데, 다시 김은부의 세 딸이 현종의 왕비가 된 것이다. 또 그 두 딸의 아들들이 각각 덕종, 정종, 문종이었다. 다시 이자연이 세 명의 딸을 모두 문종에게 시집 보내고, 그 첫 딸 인예왕후 이씨의 소생들인 순종과 선종이 왕위에 오르면서 인천 이씨는 비로소 고려 귀족 중에 가장 힘있는 외척으로 발전했다. 또한 순종과 선종의 왕비 여섯 명 중 네 명이 인천이씨 출신일 정도로 외척으로서의 지위도 굳히게 된다. 그가 태어날 무렵에 그의 가계는 고려의 권세가로 발돋움하게 되었다.
이자연에게는 11명의 아들이 있었다. 그 중에는 호부낭중을 지낸 이호도 끼어 있었다. 바로 여섯째 아들이 이자겸의 아버지인 이호였다. 하지만 선종이 어린 헌종에게 선위하여 왕숙으로 있던 숙종에게 왕위를 찬탈당하는 과정에서 이자연의 손자인 이자의(그의 사촌형이기도 하다.)가 축출되는 바람에 그의 가계는 몰락 위기를 맞이한다. 그러나 기적적으로 세력을 회복하게 된다. 최충의 손자인 장인 최사추는 당시의 여론을 주도할 정도로 정치적 영향력이 큰 인물이었다.

#### 음서와 관직 임용 초기
이자겸은 명문가에 태어난 덕분에 음서로 벼슬길에 올랐고, 바로 합문지후(閤門祗候)에 임명되었다. 아버지 이호는 자신의 딸을 문종의 맏아들 순종에게 시집보내 외척의 반열에 오르게 된다. 왕비의 오빠라는 이유로 그는 과거 시험을 통과하지 않은 그에게 요직이 맡겨졌다. 그러나 순종이 즉위한 지 3개월 만에 죽는 바람에 그다지 큰 영향력은 발휘하지 못하고, 오히려 순종의 왕비로 입궁한 장경궁주가 순종 사후에 노비와 간통하다가 발각되는 바람에 이자겸도 역시 관직에서 쫓겨나는 등 순탄치 않은 시기를 보내게 된다. 헌종 재위 기간에 이자겸의 사촌인 이자의가 계림공(鷄林公)으로 불리던 숙종과 대립하다가 죽임을 당하기도 했다.
파직된 후 이자겸은 한동안 벼슬길에 오르지 못하다가 자신의 둘째 딸(훗날의 순덕왕후)을 예종에게 시집보내면서 다시금 출세가도를 달린다. 1107년 둘째 딸이 예종의 후궁으로 입궐하였다. 이는 당시 여진족 정벌에 따른 문신들의 반발이 심각한 상태에 이르자 예종은 이자겸의 딸과 혼인하였다. 이자겸은 최사추의 사위였으며, 김인존(金仁存)의 처남이었다. 최사추는 당시의 여론을 주도할 정도로 정치적 영향력이 큰 인물이었다. 김인존은 김상기의 아들인데, 그들은 모두 예종대 여진정벌에 반대한 것으로 유명하다. 따라서 예종이 이자겸의 딸과 혼인한 것은 여진정벌 반대 여론을 무마시키기 위함이었다.
1108년, 후궁이던 둘째 딸이 예종의 비(妃)가 되고 이듬해 인종을 낳았으며, 이후로도 예종의 총애를 받으면서 출세가도를 달리기 시작했다. 참지정사(參知政事), 상서좌복야(尙書左僕射)를 거쳐 정2품 문하평장사로 승진했고, 동시에 그의 아들들도 함께 승진되었다. 그 뒤 개부의동삼사(開府儀同三司) 수사도(守司徒) 중서시랑(中書侍郞) 겸 동중서문하평장사(同中書門下平章事) 등을 지내고, 소성군개국백(邵城郡開國伯)에 봉작되었다.

#### 왕위계승전과 인종 옹립
예종 집권기간 중 그는 외손자인 태자 해를 지지하였다. 그러나 예종대에 그의 정치적 영향력은 그다지 크지 못했다. 예종은 철저하게 중립정치를 구현하며 외척에게 힘을 실어주는 일이 드물었기 때문이다. 이자겸은 당시 관료들을 이끌고 있던 한안인 등과 보이지 않는 권력다툼을 벌이며 자신의 외손자인 태자 구가 왕위에 오르기만을 기다리고 있었다.
예종의 죽음 당시 조신들은 나이 어린 태자보다는 왕의 아우들 가운데 한 명에게 선위하는 것이 나라의 안정을 도모하는 일이라고 판단했다. 하지만 예종은 자신의 맏아들 구에게 왕위를 넘겨주고 싶었다. 이 과정에서 왕의 아우들을 지지하는 세력과 태자를 지지하는 세력이 서로 논쟁을 벌이며 파당을 이루었다. 왕의 아우를 왕으로 세워야 한다고 주장한 세력은 한안인을 중심으로 한 지방 출신의 중앙관료들로서 안정을 희구하는 사람들이었고, 태자를 왕으로 세워야 한다고 주장하는 세력은 이자겸을 중심으로 형성된 외척 및 그 주변 사람들이었다.
이들 두 세력이 치열한 왕위계승 논쟁을 벌이는 가운데 임종을 맞이한 예종은 이자겸의 힘을 믿고 14세의 어린 태자 구에게 왕위를 넘겨주었다. 예종은 이자겸을 불러 수시로 어린 태자를 지켜달라고 부탁하였고 이자겸은 성심을 다하겠다고 다짐하였다. 이자겸에게는 세력이 없었지만 할아버지 이자연이 꾸준히 투자했던 불교 승려 세력이 있었다. 불교 세력 역시 유교세력에 대항하기 위해 그의 동맹 제안을 받아들인다.
예종이 자신의 아들을 부탁할 정도로 이자겸을 신임했던 것은 그가 자신의 장인이라는 이유 때문만은 아니었다. 오히려 예종이 믿었던 것은 인천 이씨 집안이었다.

### 정치 활동

#### 인종의 즉위와 섭정
1122년 예종의 병이 위중해지자 하늘에 쾌유를 빌었으며, 명산대찰을 방문했으나 효험이 없었다. 예종이 종양으로 병석에 눕게 되어 한달만에 죽게 된다. 그는 민첩하게 궁궐을 장악하고 외손 인종을 옹립한다. 예종이 승하한 후 왕위를 노리는 예종의 아우들을 저지하고 유조(遺詔 : 임금이 세상을 떠나며 내리는 조서)에 따라 인종을 등극시키는 데 공헌했다.
어린 인종이 왕위를 이으면서 이자겸은 절대권력을 차지하게 된다. 이자겸의 힘에 의지하여 왕위에 오른 인종은 정사를 모두 그에게 내맡기다시피 했으며, 이자겸은 그 기회를 놓지치 않고 권력을 독식하기 위해 정적 제거작업에 착수했다. 한편 한안인과 문공인(초명 문공미) 등은 예종의 동생인 대방공 보(帶方公 甫)를 내세워 왕위를 찬탈하려고 하였다. 한안인은 예종이 중용한 인물로서 이자겸과 정치적으로 동일한 노선을 걸었으나, 그가 인종을 옹립하자 반발했던 것이다. 그들의 계획은 사전에 발각되어 한안인은 죽음을 당했으며 대방공 보와 문공인 등 60여 인은 유배되었다.
인종을 추대한 공로로 양절익명공신(亮節翼命功臣)에 책록되고 중서령(中書令) 겸 영문하상서도성사(領門下尙書都省事)에 임명되어 판이부사(判吏部事)와 판병부사(判兵部事), 서경유수사(西京留守事)를 겸하였으며, 식읍 8천 호와 식실봉 2천호를 하사받았다. 부인은 진한국대부인(辰韓國大夫人)에 봉해지는 한편 여러 아들들의 관직도 승급되어 그의 일문은 권력을 장악하게 되었다.

#### 종실, 한안인 등과의 대립
1122년 12월 막강한 세력을 가진 인종의 작은아버지 대방공(帶方公) 왕보(王俌)와 한안인·문공인(文公仁) 등이 역모를 꾀하였다는 명목을 내세워, 대방공 왕보의 가족과 측근들을 숙청, 제거하고 그 일당 50여명을 살해 또는 유배보냈다.
이자겸의 정적은 크게 두 부류였다. 첫째는 예종의 아우 왕보로 대표되는 종실 세력이었고, 둘째는 한안인으로 대표되는 지방 출신 관료 세력이었다. 이자겸은 신진 관료를 대표하는 인물인 한안인과 충돌하게 되었는데, 한안인은 이자겸이 조회에 잘 나오지 않고 주요 국사를 집에서 처리한다고 비판하고, 인종에게 아뢰어 실권이 없는 명예직으로 임명케 하려고 했다. 또한 이자겸이 최유적(崔惟迪)을 급사중(給事中)으로 임명하자 장응추(張應樞)가 이를 비밀리에 소문을 낸다. 후에 한안인은 장응추의 말만 듣고 최유적이 이자겸에게 노비를 뇌물로 바쳐 관직을 얻었다고 비난하였다.
왕보를 비롯한 예종의 아우들은 덕종, 선종, 숙종의 선례에 따라 어린 태자 대신 자신들 중의 한 명이 왕위를 이어야 한다고 생각했고, 한안인 세력 역시 외척 이자겸에게 권력이 집중되는 것을 염려하여 종실세력의 생각에 동의하고 있었다. 이들은 인종 즉위 후 이자겸이 권력을 독점하게 되자 못마땅한 태도로 일관하며 그를 비판하기 시작했고, 이를 지켜본 이자겸은 왕보와 한안인 세력을 동시에 제거하는 길을 모색한다.
사건의 발단은 한안인이 이자겸의 독단적인 처사를 비방하면서 시작된다. 한안인은 이자겸이 나라의 최고 재상으로 있으면서 정사를 모두 제집에서 처결하는 오만한 태도를 보이며 조회에도 참석하지 않는다고 비방했다. 또 이자겸이 최유적을 급사중으로 임명하자, 한안인은 내급사중으로 있던 장흥추에게서 최유적이 이자겸에게 노비 20명을 뇌물로 주고 급사중 벼슬을 얻었다는 말을 듣고 이를 사실인 것처럼 공석에서 발표해버렸다. 그러나 이자겸이 시비를 가리길 청하자 부끄러워하면서 한동안 조정에 나오지 않았다.
한안인이 칩거하자 한때 그와 함께 예종의 총애를 받던 문공미와 그의 사촌 아우 정극영, 매부 지어사대사사 이영 등이 자주 한안인을 방문하였다. 이를 지켜본 최홍재라는 인물이 이자겸을 찾아가 한안인과 문공미가 붕당을 맺고 역모를 꾸미고 있다고 말한다. 최홍재는 예종시절부터 한안인, 문공미 두 사람과 사이가 좋지 않았기 때문에 이 기회에 이자겸의 힘을 이용하여 그들을 제거하고자 했던 것이다. 일부 왕제들은 인종이 어린 점을 이용해 정변을 기도하려 했고 마침 정적을 제거하고 정국을 장악하려던 이자겸에게 호재가 되었다.
때마침 지난날의 일로 한안인에게 앙심을 품고 있었던 태의(太醫) 최사전(崔思全)이 한안인이 자신을 따르는 사람들과 자주 만나는 것을 두고 한안인이 음모를 꾸민다고 이자겸에게 모함하였는데, 한안인이 인종의 즉위를 못마땅히 여기던 점과 왕제들의 즉위에 동조했던 점을 눈여겨 본 이자겸은 이를 빌미삼아 대방공(帶方公) 왕보를 추대하려는 역모에 가담했다는 이유로 한안인을 제거한다.
이어 한안인은 승주군 감물도로 귀양보내졌다가 도중에 이자겸의 심복들에 의해 순천 앞바다에 던져져 죽었으며, 대방공 왕보도 귀양길에 올랐다. 그리고 문공미, 이영, 정극영 등 자주 만났던 인물들과 형 한안중, 동생 한영륜, 종제 한충, 처제 임존, 사위 이정 등 연루자 50여 명이 유배되었고, 이들과 친분이 있는 수백 명의 관료들이 파직되거나 유배되었다. 또한 그와 관련된 사람들을 모두 귀양보내거나 벼슬에서 파면, 해임 등으로 내쫓아 권력 기반을 공고히 하였다.

#### 금나라와의 사대 관계
1115년 건국한 후 날로 강성해지고 있던 금나라가 1125년 요나라를 멸망시키자, 고려에서는 1126년 음력 3월 금나라와 군신관계를 맺는 일에 대해 논의하게 되었다. 금나라에서는 이미 1117년 사신을 보내 금나라 황제가 고려 왕의 형이라 자처한 적이 있었고, 고려에서도 금나라군의 승리를 축하하는 사절을 보냈으나 사대외교는 하지 않았으며, 천리장성의 성벽을 석 자 더 쌓는 등 만일의 사태에 대비하고 있었다.
이때 조정의 대신들은 금나라를 상국으로 받드는 것은 물론, 국교를 맺는 것 조차 극렬히 반대했으며 심지어 그 사신을 죽이자고 하는 이들도 있었다. 하지만 이자겸은 척준경과 함께 금나라가 강성하므로 섬기지 않을 수 없다고 주장하였다. 당시에는 이자겸 등이 대궐을 불태우고 반대파를 숙청하였기 때문에 이자겸의 말에 반대할 사람이 없었으므로, 음력 4월 금나라에 사신을 보내어 군신관계를 맺게 되었다.

### 권력 장악

#### 섭정과 월권 행위
인종이 등극한 후 이자겸이 자신의 외조부라는 이유로 특별한 예우를 하고자 했으며 1122년 음력 10월에는 한양공으로 책봉되었다. 그러나 여기에 만족하지 못한 이자겸은 자신의 영향력을 행사하여 1124년 음력 7월 조선국공으로 높여 책봉하도록 만들었다. 이자겸은 자신의 위세가 드높아지고 인종이 어린 것을 이용하여 섭정역할을 수행하였으나, 임의로 국사를 자신의 집에서 처리할 때가 많았는데, 사사로운 청탁이 들어오기도 했다. 이 때문에 한안인, 최거린 등의 비판을 받았다. 이들이 사라진 뒤에도 신하들은 이를 못마땅히 여겼다.
한안인을 제거한 이자겸은 정치권력을 독점하였다. 또한 왕위를 노리는 왕숙들까지 제거했다. 그러나 역모에 가담하지 않은 반대파들도 숙청하여 조정을 장악한다. 이자겸은 권력을 더욱 확대하기 위해 자신의 셋째 딸과 넷째 딸을 차례로 왕과 결혼시켜 왕비로 삼게 하였다. 당시의 관리들에게 정치권력이 이자겸 1인에게 집중되는 현상은 묵과할 수 없는 일이었다. 유학자들은 이를 비난하였지만 고려에서는 신라시대부터 이어진 근친혼이 있었고, 유교세력의 비난에 그는 근친혼의 전통을 내세워 문제가 없다고 반박하였다.
그는 셋째 딸과 넷째 딸을 인종의 비로 들였는가 하면 숭덕부(崇德府)라는 부를 설치하였다. 그러나 고려에서의 부는 왕자나 왕비에게만 설치하는 것이다. 따라서 관리가 부를 설치했을 경우 그의 지위는 왕자나 왕비와 다를 바 없었다. 또한 친족들을 요직에 배치하고 매관매직하여 재산을 축적하였으며, 스스로를 국공으로 자처하면서 자신의 등급을 왕태자와 대등하게 보고 생일을 인수절이라 하여 전국에서 축하문을 올리도록 했다. 그는 예종 때에 식읍을 하사받았는데, 그는 한때 조정의 허락 없이 사사로이 자신에게 부여된 식읍의 주부(注簿)인 소세청(蘇世淸)을 송나라에 보내어 표(表)를 올리고 토산물을 바쳐서 논란을 야기하였으며, 스스로 지군국사(知軍國事)라 자칭하기도 하였다.

#### 부패 행위
당시 그의 자식들까지도 경쟁적으로 큰 집을 신축하여 개경 거리에 그들의 집이 나란히 인접하게 되었다. 그러나 껄끄러울 것이 없어진 그의 자제들은 부패 행위를 일삼아 문제가 되었다.
이자겸의 아들들과 친척들도 조정의 요직을 차지하고 다른 사람의 재산을 강제로 빼앗는 등 횡포를 부렸으며, 특히 출가한 막내아들인 승려 의장(義莊)은 교종 법계(法階) 중 다섯 번째 자리인 수좌(首座)에 임명되어 종교계에도 영향력을 갖게 되었다. 한편 다른 가문에서 왕비가 배출될 경우 외척 세력이 자신에게 장애가 될 것을 우려하여 1124년에는 셋째 딸을, 이듬해에 넷째 딸을 인종에게 시집보내 왕비로 삼게 했는데, 어떤 이는 이를 두고 조조가 후한 헌제에게 딸을 시집보낸 것에 빗대기도 했다.
고려사는 당시 그들이 이 같은 재산 축적을 '그 세력이 더욱 기고만장해져서 뇌물이 공공연히 오가며 사방에서 음식 선물 등이 들어와 항상 수만 근의 고기가 썩어났다. 백성들의 토지를 강탈하고 자기 집 종들을 앞세워 남의 수레를 약탈해다가 자신의 물자를 수송했으므로 백성들은 모두 수레를 때려부수고 우마를 끌고 다니는 바람에 모든 길이 소요스러웠다'고 표현하고 있다. 어사대 등의 언관들은 이자겸의 월권행위를 비판했고 인종은 이자겸의 제거를 결심한다.

#### 인종의 이자겸 제거 시도
1124년 음력 1월 모친상을 당해 표면적으로는 관직에서 물러났으나, 실제로는 최홍재가 자신을 해칠 것을 우려하여 욕지도로 귀양보내는 등 여전히 권세를 부렸다. 그해 음력 5월에는 조서에 이름을 쓰지 않고 경으로 부르지 않게 하는 특혜를 받았으며, 이자겸의 집은 의친궁 숭덕부라는 이름이 붙었다. 또한 이자겸을 따르던 박승중은 조정에서 이자겸의 생일을 인수절로 부르자고 하였는데, 생일에 절을 붙이는 것은 원래 국왕과 태자에게만 한정된 것이었으므로 김부식의 반발에 부딪혀 무산되었다. 그러나 박승중은 사사로이 인수절이라 불렀는데, 나중에는 이자겸 본인도 자신의 생일을 두고 인수절이라 칭했으며, 태자와 같은 예우를 받았다.
자신의 야심을 실현시켜 가던 이자겸은 사사로이 송나라에 숭덕부 관원을 사신으로 보내 자신을 지군국사(知軍國事 : 국사를 처리하는 직책)로 칭했으며, 인종에게도 지군국사로 책봉해 달라고 요구했다.
이자겸은 스스로 지군국사가 되고 싶어 왕에게 자기 집으로 와서 책서를 수여해줄 것을 요청했고, 임명식 날짜까지 강압적으로 지정하였다. 임명 시기와 장소까지 스스로 정하여 강압적으로 요구하게 된다. 지군국사는 한마디로 왕의 권한을 가지고 자기가 섭정을 하겠다는 뜻이었다. 하지만 그의 이러한 요구는 대신들의 강력한 반대로 무산되었다. 그리고 인종의 측근들을 중심으로 이자겸을 제거해야 한다는 여론이 높아갔다. 더구나 이자겸이 직접 자신의 집에 와서 직책에 임명해줄 것을 강요한 것을 두고 왕의 인사권을 침해했다고 생각한 인종은 분노했다. 끝내 이자겸의 소망대로 되지는 못했으나, 이 일 때문에 인종은 이자겸을 제거할 뜻을 굳히게 되었다.
인종에게 이자겸을 제거해야 한다고 주청한 사람은 내시 김찬과 안보린이었다. 그들은 인종에게 누차에 걸쳐 이자겸을 제거해야 한다고 간청하여 동의를 얻은 뒤 동지추밀원사 지녹연(智祿延)을 포섭하여 왕명이라며 이자겸을 체포할 것을 부탁한다.
1126년 음력 2월, 인종의 측근인 내시지후(內侍祗侯) 김찬과 내시녹사(內侍綠事) 안보린(安甫麟)이 동지추밀원사 지녹연에게 이자겸·척준경 등을 주살할 것을 모의하고 인종에게 이를 상주하자 인종은 동의한다. 그러자 지녹연은 바로 상장군(上將軍) 오탁(吳卓)과 대장군(大將軍) 권수(權秀), 장군(將軍) 고석(高碩) 등을 은밀히 불러 이자겸을 체포하도록 계획을 세운다.
이들 무장들은 병권을 쥐고 있던 척준경과 그의 동생 척준신을 매우 싫어했던 사람들이었다. 척준경은 예종대에 여진 정벌전쟁에서 윤관을 도와 많은 공을 세운 인물로 이자겸과는 사돈지간이었다. 그런데 이자겸이 권력을 독식하면서 척준경 역시 권좌에 오르게 되었다. 또한 척준경의 아우 척준신은 오탁, 권수의 부하 장수로 있다가 형의 배경에 힘입어 그들의 상관인 병부상서에 올라 있었다. 따라서 이를 못마땅해 하고 있던 무장들은 척준경과 준신을 제거하려는 움직임을 보이고 있었고, 그때 마침 지녹연이 이자겸을 체포해 달라는 부탁을 했던 것이다. 뜻밖의 상황에 놀란 이자겸은 대신들을 자신의 집에 불러모으고 대책을 논의했으나 마땅한 해결책을 찾지 못했다.
이자겸의 난은 이자겸이 먼저 난을 일으킨 것이 아니고, 인종과 그의 측근 관리들이 군대를 동원하여 이자겸 제거를 기도했던 것이다.

#### 이자겸의 반격
한편 이자겸 제거 작업을 은밀히 추진하고 있던 인종은 내시 김찬을 원로 김인존과 평장사 이수에게 보내 그들의 의견을 청취하도록 한다. 김인존과 이수는 인종의 이자겸 체포 계획에 대해 원칙적으로는 당연하다고 말했지만 현실적으로는 힘의 약세로 오히려 그들 세력에게 당할 것이라고 충고했다. 그럼에도 불구하고 인종은 이자겸을 체포하도록 명령했다.
1126년 2월 25일 어둠이 내릴 무렵 인종의 명을 받은 최탁과 오탁, 그리고 권수 등이 군사를 이끌고 궁궐로 진입한다. 지녹연, 상장군 오탁, 대장군 권수, 장군 고석 등은 더불어 거사하여 대궐을 장악하여 척준경의 아우인 병부상서(兵部尙書) 척준신과 척준경의 아들인 내시 척순(拓純)을 죽이고 시체를 궐 밖에 버렸다.
이와 함께, 지후 김정분, 녹사 전기상, 최영 등도 함께 제거하였다. 그러나 내직기두 학문이 성벽을 타고 넘어가 중랑장 지호를 통하여 이자겸에게 이 사건을 보고하였다.
최탁 등의 공격 소식을 접한 이자겸은 척준경으로 하여금 자신의 아들 의장이 거느리고 온 현화사의 승려 3백여 명을 이끌고 궁성을 포위하도록 명하였다. 이자겸과 척준경, 이자겸의 아들 이지미 등은 사태를 접하고 처음엔 매우 당황해하였다. 그러나 그들은 급히 측근세력으로 구성된 조정 백관들을 불러모았다. 그리고 해결책을 모의한 끝에 척준경의 말에 따라 반격을 가하기로 했다. 척준경은 시랑 최식, 지후 이후진, 녹사 윤한 등에게 수십 명의 군사를 이끌고 가서 궁성문을 열라고 지시했다. 이미 의장이 거느린 승려 3백명이 개경왕궁에 도착해 있었고 이들과 함께 궁궐을 공략한다.
척준경의 명령을 받은 소장들은 궁성에 도착하자 자물쇠를 부수고 성 안으로 들어섰다. 그리고 어둠 속에서 고함을 지르며 반군들에게 항복을 종용했다. 그러나 궁성병력은 그들의 숫자가 많은 줄 알고 문을 걸어잠그고 나오지 않았다. 2월 26일 아침 이자겸은 척준경을 직접 파견했다. 척준경은 비로소 자신의 동생 척준신과 아들 척순의 시체를 발견하고 복수를 다짐했다. 그는 군졸을 불러모아 최탁 등이 반란을 일으켰다고 말하고 궁성을 포위할 것을 명령했다. 여기에 승려 의장이 이끄는 헌화사 승병 3백여 명도 가세했다. 결국 척준경 군사는 왕궁을 장악했고 인종은 무장해제를 명했지만 병사들은 듣지 않는다.

#### 궁궐 장악과 인종의 양위 사태
이자겸과 사돈인 척준경이 앞장서서 군사를 이끌고 대궐을 공격했으며, 출가한 아들 의장(義莊)도 현화사(玄化寺)의 중 3백 명을 이끌고 이자겸, 척준경이 이끌고 온 군사들과 합세하였다. 이자겸의 군사가 궁궐을 장악하자 이자겸은 인종에게 난을 일으킨 자들을 내놓을 것을 요구했다. 그러나 인종은 듣지 않았다.
궁궐을 장악한 이자겸은 합문지후 최학란과 도병마사 녹사 소억을 궁문 밖까지 보내서 인종에게 다분히 협박조로 궁중에서 변란을 일으킨 자들을 내보내지 않으면 궁중이 위험해질 것이라고 전했다. 하지만 인종이 요구를 들어주지 않자 이자겸은 척준경과 협의하여 궁성 공격을 명령했다. 척준경에게 공격을 지시했으나 군사가 들어가지 못했고, 이에 척준경은 화공으로 공격한다.
척준경에게 궁성병력이 모두 제압되었을 때 궁궐 내부는 완전히 전쟁터와 같았다. 바로 궁궐에 입성한 이자겸은 인종을 면대하였다. 사태가 종결되자 이자겸은 궁성 세력에 협력한 사람들은 모두 처단하고, 그의 가족들과 친척들도 죽이거나 유배시켰다. 이에 인종은 이자겸이 자신까지도 해할 것이라고 생각하고 왕위를 넘겨주겠다는 조서를 내렸다. 하지만 이자겸은 대간과 조정 대신들의 공론이 두려워 기회를 엿보다가 그의 재종형 이수가 이자겸을 꾸짖으며 신하로서 그 같은 왕의 조서를 받아들이는 것은 있을 수 없는일이라고 호통을 치자 왕위에 대한 욕심을 되삼켰다.
이자겸이 왕위를 노린다는 소식이 들려오자 궁지에 몰린 인종은 이자겸에게 왕위를 물려주겠다는 조서를 보냈는데, 이공수(李公壽)가 공개적으로 반대한 데다가 여론을 의식하여 본심을 숨기고 조서를 돌려보낼 수밖에 없었다.
그가 입궐하자 인종은 공포에 질려서 그를 환대하였다. 바로 이자겸에게도 즉위를 청하는 추대가 있었으나 언관들과 학자들의 시선을 의식하여 단호하게 거절하였으며, 또한 이자겸의 6촌 형제간으로 그의 발호를 평소 못마땅하게 여기던 이공수와 동경 출신 귀족관료인 김부식 등의 반대로 양위 여론은 저지되었다. 그러나 인종의 양위 조서는 그에게 왕권 찬탈 의혹을 안겨주었다.
결국 궁성은 함락되었는데 이자겸은 국왕에게는 어떠한 제재 조치를 취하지 않은 채 자신을 죽이려 했던 최탁, 오탁 등만을 제거함으로써 사건을 마무리지었다.

#### 집권, 척준경과의 갈등
마침내 척준경이 밤에 대궐을 불태웠기 때문에 인종은 불을 피해 밖으로 나올 수밖에 없었고, 인종을 따라 나온 거사 측 인물들은 죽음을 면치 못했다. 이자겸은 거사에 가담한 자들의 집을 불태우고 가족들을 노비로 삼았다. 이 일로 인해 궁궐의 대부분이 불타고 많은 군사가 죽었으며, 과거 시행을 철회할 정도로 여파가 컸다.
집권한 이자겸은 문하시중을 대신하여 조정을 장악하였다. 이자겸은 죽임을 당한 자파 인물들에게 벼슬을 추증하고 척준경 등 수하들의 벼슬을 높이는 한편 인종을 자신의 집으로 옮겨오게 한 다음 일거수일투족을 감시하고 자신이 국사를 처리하였다. 더욱 기고만장해진 이자겸은 문무 백관이 인종에게 절을 올리는 것을 같이 받기도 했으며, 도참설 중 하나인 십팔자득국(十八子得國 : 십팔자(十八子) 성씨, 곧 이(李)씨가 나라를 얻음)을 믿고 인종을 독살하려 했으나 둘째 왕비가 된 넷째 딸이 몰래 인종을 돕는 바람에 실패했다.
이자겸은 왕과 같은 권한으로 행동하면서, 인종을 자신의 사택인 중흥택 서원에 연금해버리고 모든 정사를 자신이 주관하며 결제했다. 그러나 인종은 다시금 이자겸을 축출하기 위해 내의원 최사전과 모의하고 척준경과 이자겸을 이간질시키기로 작정한다. 그런데 이자겸의 아들 이지언은 척준경이 궁성에 활을 쏘고 불을 지른 사실을 비난하였다. 그러한 때에 국왕은 척준경에게 사람을 보내어 이자겸을 제거하여 공을 세울 것을 종용했다.
그때 마침 이자겸의 아들 이지언의 집사가 척준경의 집사와 시비가 붙는 사건이 발생했다. 어떤 일로 싸움을 벌인 그들은 서로 상대방의 상전을 욕하는 지경에 이르렀다. 이지언의 집사가 홧김에 '너희 상전은 임금이 있는 자리에 대고 활을 쏘고 궁중에 불을 질렀으니 그 죄는 죽음을 면치 못할 터이고, 너도 마땅히 관노로 글려가야 될 터인데 감히 네놈이 나를 욕해!" 이 말이 곧 척준경의 귀에 들어갔고 척준경은 이자겸의 집으로 달려가서 따지며 의관을 벗어 던져버렸다. 척준경 측의 불만이 심해지고 이자겸 측에서는 사과를 거부하자 인종은 사람을 보내 이들의 갈등을 부채질했다.
난처한 입장이 된 이자겸은 이지미와 이공의를 보내 화해를 요청했으나 척준경은 욕지거리를 쏟아놓으며 은퇴하여 고향으로 돌아가겠다고 공언했다. 이 일이 있은 후 인종은 복구된 연경궁으로 옮겨갔고, 이자겸도 연경궁 남쪽에 거처를 마련하여 지내면서 북편 담을 뚫어 궁궐과 통하도록 하였다. 또한 군기고에 있던 갑옷과 병장기를 모두 가져다가 자신의 집에 두었다.

#### 인종 독살 미수
인종은 이자겸을 제거하기 위해 그를 군사력으로 뒷받침하는 척준경을 회유했는데, 때마침 이자겸의 셋째 아들인 이지언의 종이 척준경을 욕하는 바람에 화가 난 척준경은 이자겸과 거리를 두기 시작했다.
그는 다시 도참설에서 유래된 파자점(破字占)을 믿고 있었는데, 그것에 따르면 '십팔자가 왕이 된다'고 하였다. 그런데 자신의 성씨인 이(李)자를 분해하면 십팔자가 된다고 말하면서 자신이 왕이 된다는 것을 의심하지 않았다. 그래서 왕위를 찬탈하기 위해 독이 든 떡을 왕에게 올렸다. 하지만 떡 속에 독이 들어 있다는 사실을 알고 있던 그의 넷째 딸인 왕비에 의해 실패하고 말았다. 그녀는 은밀히 떡 속에 독이 들어 있음을 왕에게 알렸고, 인종은 그 사실 여부를 파악하기 위해 까마귀에게 떡을 던져 주었다. 그랬더니 떡을 먹은 까마귀가 그 자리에서 죽었다.
이자겸은 또 독약을 보내 왕비더러 왕에게 먹이라고 했는데, 딸인 왕비가 그릇을 들고 가다가 고의로 넘어져서 독약을 엎질러버리기도 하였다. 이자겸이 수단과 방법을 가리지 않고 왕을 독살하려고 하자 이 소식을 들은 척준경은 드디어 왕에게 충성을 하겠다는 결정을 내린다. 왕의 친서를 받은 척준경은 인종이 위험에 처해 있음을 감지하고 장교 7명과 관노 20여 명을 인솔하려 궁궐로 향했다. 그때 이들은 무기가 없어 목책나무를 몽둥이 삼아 뽑아든 채로 달려가고 있었다. 환관 조의의 인도로 그들이 궁으로 들어가자 순검도령 정유황이 군사 1백여 명을 이끌고 군기감으로 들어가서 갑옷과 병기를 꺼내 나누어주고 연경궁으로 향했다. 이때 척준경은 이자겸의 수하인 소경 유원식을 만났는데, 그가 이자겸에게 알릴 것을 염려한 조의는 유원식을 살해하였다.

## 몰락과 죽음
결국 척준경은 인종에게 충성을 맹세하는 글을 바치고, 1126년 음력 5월 김향(金珦)·이공수와 더불어 대궐로 들어가 이자겸의 군사들을 제압한 다음 이자겸을 불러냈다.
그러나 도성에 척준경이 도착한 줄을 생각하지 못하고 정사를 보고 있었다.그 사이에 척준경은 인종을 안전한 군기감에 데려다 놓고 수하들로 하여금 호위하도록 한 다음 승선 강후현을 파견하여 이자겸을 잡아오도록 하였다. 대세가 기울었음을 안 이자겸은 소복 차림으로 인종 앞에 나왔으며, 곧 영광으로 유배되었다.
이자겸의 아들 이지미는 군사 반란이 일어났다는 소리를 듣고 병력 1백여 명을 이끌고 광화문에 도착했으나 문이 굳게 닫혀 들어가지 못했다. 그래서 이자덕, 김인규 등과 함께 사태를 파악하기 위해 병부로 갔다. 그때까지도 이자겸이 체포된 줄을 모르고 있었다. 그러나 그날 저녁 모두 체포되었다.
이자겸은 그의 처 최씨와 아들 이지윤 등과 함께 영광에 유배되었다. 이들 이외에도 이자겸의 두 딸이 궐에서 쫓겨났고, 이지미는 협주로, 이공의는 진도로, 이지언은 거제로 각각 유배되었으며 측근 30명과 사노비 90명도 각지에 유배되었다. 이자겸의 다른 자식들과 부하들, 협력자들 역시 귀양 보내졌으며 왕비의 자리에 있던 두 딸은 궐에서 쫓겨났다. 그러나 이자겸이 어린 인종을 독살하려 할 때 넷째 딸은 인종을 살렸으므로 그녀를 후대하였다. 이자겸이 몰락한 사실을 안 백성들은 기쁨을 감추지 못했다. 이자겸은 그해 음력 12월에 유배지인 전라남도 영광 법성포에서 등창으로 사망했다.

### 사후
인종은 1129년 이자겸의 아내 최씨를 불러들였으며, 다시 변한국 대부인에 봉하고, 혈연을 생각하는 뜻에서 1136년 이자겸에게 증 검교 태사(檢校太師) 한양공으로 추증하였다.
1145년(인종 23년) 여름 4월에 이자겸(李資謙)의 아들들에게 양곡 6백 석(碩)을 하사하였다.
고려 후기에 성리학자들이 집권하고, 조선 건국 이후 《고려사》,《고려사절요》가 편찬되면서 그는 역적으로 단죄되어 그의 시문과 작품은 모두 소각되었고 경기도에 묻혔다.

## 평가와 비판

### 서긍
1123년, 송나라의 사신 일행으로 고려에 온 서긍(徐兢)은 자신의 저서인 《고려도경》에서 이자겸을 두고 왕위 찬탈 음모를 막아내었고, 어진 이를 좋아하며, 권력을 잡았으면서도 왕실을 존중했다고 기록했다. 또한 병력 양성을 중요하게 여겨, 군인들을 우대하였다고 한다. 반면, 이자겸이 이득을 좇고 드넓은 땅을 소유하여 다른 이들이 추하게 여겼다는 점 또한 기록하였다.

### 비판
그가 1126년 정변을 일으켜 권력을 장악한 점과 이때 그가 인종에게 양위를 강요했다는 주장도 제기되어 비판의 대상이 되어 왔다.

## 관직 역임
이자겸이 거친 벼슬을 연대순으로 나열하면 다음과 같다.
| 연도      | 관직 |
| --------- | --- |
| 연도 미상 | 음서로 관직에 오름. 이후 합문지후(閤門祗候)에 임명되었으나 여동생의 간통으로 벼슬에서 쫓겨남. |
| 1108년    | 둘째 딸을 예종에게 시집보낼 때 급사중(給事中)의 자리에 있었음. |
| 1110년    | 음력 12월 전중감(殿中監) 동지추밀원사(同知樞密院事)에 임명됨. |
| 1111년    | 음력 3월 어사대부(御史大夫)가 됨. |
| 1112년    | 음력 2월 참지정사(參知政事)에, 음력 9월 수사공 병부상서 판삼사사(守司空兵部尙書判三司事)에 임명됨. |
| 1113년    | 음력 3월 상서좌복야(尙書左僕射)에, 음력 12월 검교 사도 주국(檢校司徒柱國)으로 임명됨. |
| 1114년    | 음력 12월 수사도 중서시랑동중서문하평장사 겸 서경유수사(守司徒中書侍郞同中書門下平章事兼西京留守使)로 임명됨. |
| 1115년    | 음력 6월 익성공신(翼聖功臣) 칭호를 받고 수태위(守太尉)가 됨. |
| 1116년    | 음력 3월 판유수사(判留守事)로, 음력 6월 문하시랑동중서문하평장사 판상서병부사(門下侍郞同中書門下平章事判尙書兵部事)로 임명됨. |
| 1118년    | 음력 3월 판상서이부사(判尙書吏部事)에 임명됨. |
| 1119년    | 음력 6월 동덕공신(同德功臣) 칭호를 더하고, 삼중대광(三重大匡)이 됨. |
| 1121년    | 음력 4월 추성좌리공신(推誠佐理功臣) 칭호를 더하고, 소성군 개국백(邵城郡開國伯)에 봉해짐. |
| 1122년    | 음력 5월 인종이 즉위한 후 협모안사공신(協謀安社功臣) 칭호를 받고, 수태사 중서령(守太師中書令)에 임명되고, 소성후(邵城侯)로 작위가 올랐으며, 음력 10월 한양공으로 책봉됨.                                                                            |
| 1123년    | 음력 8월 판서경유수사(判西京留守事)에 임명됨. |
| 1124년    | 음력 7월 양절익명공신(亮節翼命功臣) 칭호를 더하고, 영문하상서도성사 판이병부 서경유수사(亮節翼命功臣領門下尙書都省事判吏兵部西京留守事)에 임명되었으며, 조선국공으로 책봉됨. 이후 인종에게 강압적으로 요구하여 지군국사로 책봉받으려 했으나 실패함. |
| 1126년    | 전라남도 영광군 법성포로 유배됨. 그해 12월 사망 |
| 1136년    | 인종이 조서를 내려 사면복권하고, 부인 최씨를 개경으로 불러들임. 그해 검교태사 한양공으로 추증함. |
| 1145년    | 인종이 여름 4월에 이자겸(李資謙)의 아들들에게 양곡 6백 석(碩)을 하사함. |

## 혈연 관계

### 왕실
- 장경궁주(長慶宮主) 이씨 : 이자겸의 여동생. 순종에게 시집갔으나 순종이 승하한 후 궁노와 간통하여 궐에서 쫓겨났다.
- 순덕왕후(문경왕태후)(文敬太后) 이씨 : 이자겸의 둘째 딸. 예종의 왕비.
- 연덕궁주(延德宮主) : 이자겸의 셋째 딸로 인종의 왕비이다.
- 복창원주(福昌院主) : 이자겸의 넷째 딸로 인종의 왕비이다. 넷째 딸은 이자겸이 인종을 독살하려 했을 때 그것을 저지하기도 했다. 둘 모두 이자겸이 몰락한 후 왕비의 자리에서 쫓겨났으나 인종이나 의종, 명종 등으로부터 후한 대접을 받았다.
- 순종 : 매부
- 예종, 인종 : 사위
- 사숙왕후(사숙태후) 이씨 : 이자겸의 사촌. 공부상서 이석의 딸로, 선종의 왕비이며 1년간 아들 헌종을 섭정하다가 이자의의 난 등으로 물러난다.

### 가족
- 조부 : 이자연(李子淵, 1002~1061)
- 조모 : 계림국대부인 김씨(鷄林國大夫人 金氏)
  - 아버지 : 이호(李顥)
  - 어머니 : 통의국 대부인(通義國大夫人) 김씨
    - 동생 : 이자량(李資諒)
    - 부인 : 변한국 대부인(卞韓國大夫人) 혹은 조선국 대부인(朝鮮國大夫人) 최씨, 중서령 최사추(崔思諏)의 딸
      - 장남 : 이지미(李之美)
      - 차남 : 이공의(李公儀)
      - 3남 : 이지언(李之彦)
      - 4남 : 이지보(李之甫)
      - 5남 : 이지윤(李之允)
      - 6남 : 이지원(李之元), 척준경의 사위
      - 7남 : 의장(義莊)
      - 장녀 : 박효렴(朴孝廉)에게 하가
      - 차녀 : 순덕왕후(順德王后, 1094 ~ 1118) : 예종의 왕비
      - 3녀 : 연덕궁주(延德宮主, ? ~ 1139) : 인종의 왕비
      - 4녀 : 복창원주(福昌院主, ? ~ 1195) : 인종의 왕비

    - 사돈 : 척준경(아들 이지원의 장인)

## 기타
이자겸의 심복으로서 군사력을 장악하고 있던 척준경이 이자겸으로부터 등을 돌린 까닭은, 이지언의 그에 대한 비난보다는, 인종이 이자겸을 외면한 데 있었다. 이자겸의 권력의 원천은 국왕이었는데, 국왕이 그를 외면한 상황에서 그가 권력을 유지하지 못할 것이라는 확신을 척준경은 가지고 있었던 것이다.
후일 인종은 이자겸과 그의 처를 추증하여 그에 대한 추모의 정을 두터이 했으며, 그의 아들들에게 곡식 600석을 하사하기도 했다. 이러한 사실들은 모두 이자겸이 김부식이나 이제현의 주장과는 달리 인종의 후견인이었음을 알려주는 구체적인 증거이기도 하다.

### 영광 굴비
그 당시까지도 알려지지 않았던 조기의 한 종류에 그는 굴비라는 이름을 붙였다.
1126년(인종 4년) 5월 난을 일으킨 이자겸을 영광 법성포로 귀양을 보냈고, 이자겸은 그 해 12월 법성포에서 숨을 거뒀다. 그는 해풍에 말린 조기과의 생선을 먹어보고, 그 맛이 좋자 임금에게 선물로 진상하면서 절대 '자신의 뜻을 굽히지(屈) 않겠다(非)'는 뜻으로 조기의 일종인 한 물고기에 '굴비'(屈非)라는 이름을 붙인 것으로 전해진다. 이때부터 굴비 라는 이름이 붙게 되었다.
그는 굴비를 다른 이름으로 석어 라고도 불렀는데, 이는 이 당시는 조기를 소금으로 절여 토굴에다 한 마리씩 돌로 눌러 놓았다가 하룻밤 지내고 꺼내 말렸기 때문에 '석어'라고도 불렀다는 것이다.

## 참고 문헌
- 《고려사》[22] - 예종세가, 인종세가, 이자겸 열전, 박승중 열전, 한안인 열전.
- 《고려도경》[23]
- 《고려사절요》[24]

## 같이 보기
- 이자연
- 이자겸의 난
- 묘청의 난
- 묘청
- 척준경
- 법성포
- 굴비
- 윤선도
- 이징옥
- 신숙주